# No basta ser médico
No basta ser médico es una telenovela mexicana que se transmitió por el Canal 4 de Telesistema Mexicano en 1961. Dirigida y protagonizada por Francisco Jambrina.

## Argumento
La historia gira en torno a la vida de un prestigiado médico que debe repartir su participación tanto en lo laboral como en su familia.

## Elenco
- Francisco Jambrina
- Tony Carbajal
- Bárbara Gil
- Carlos Navarro
- Dolores Tinoco
- Alberto Galán
- Silvia Caos
- Elsa Gutiérrez
- David Reynoso

## Datos a resaltar
- La telenovela está grabada en blanco y negro.